# Lignières-en-Vimeu

Lignières-en-Vimeu este o comună în departamentul Somme, Franța. În 1 ianuarie 2022 avea o populație de 112 de locuitori.